# Anton Karl Grünwald
Anton Karl Grünwald (23. listopadu 1838, Praha - 2. září 1920, Praha-Dejvice) byl česko-rakouský matematik. 

## Život
V roce od 1856 Grünwald nastoupil studium matematiky a strojírenství na pražské univerzitě a v roce 1861 získal titul doktora filosofie a v roce 1863 se kvalifikoval v matematice.
V letech 1863 - 1868 pracoval jako soukromý lektor matematiky na Vysoké škole technické v Praze a v letech 1865 - 1869 také jako odborný asistent pro fyziku na univerzitě. V roce 1870 se stal mimořádným profesorem na chemicko-technické zemském ústavu a 1. ledna 1881 řádným profesorem matematiky na pražské univerzitě.
Zabýval se výzkumem spektrální analýzy. Jeho hlavním matematickým cílem bylo zobecnit pojem derivace integrálu. V roce 1867 vytvořil Grünwald-Letnikovovu derivaci (následujícího roku Alexej Vasiljevič Letnikov).
Stal se přidruženým členem Královské české společnosti nauk.
Měl syna Josefa Grünwalda (1876–1911), který se byl také matematikem.

## Publikace
- Ueber die Entwickelung der begrenzten Derivationen nach positiven ganzen Potenzen des Index und die damit zusammenhängende Logialrechnung. 1881 (Online)
- Spectralanalyse des Kadmiums. Wien, 1888
- Mathematische Spectralanalyse des Magnesiums und der Kohle. Berlin, 1887
- Über das sogenannte zweite oder zusammengesetzte Wasserstoffspectrum von Dr. B. Hasselberg und die Structur des Wasserstoffes. 1892
- Spectralanalytischer Nachweis von Spuren eines neuen, der ersten Reihe der Mendelejeff'schen Tafel angehörigen Elementes, welches besonders im Tellur und Antimon, ausserdem aber auch im Kupfer... 1889
- Über die mechan. Vorgänge, welche den elektr. zu Grunde liegen: Vortrag. 1895